# Питиримов, Виктор Викторович
Виктор Викторович Питиримов (род. 2 июня 1968) — советский и российский гребец и тренер. Мастер спорта СССР.
Выпускник Коломенского педагогического института.
Отец — Виктор Иосифович Питиримов (1938—2018) — тренер по академической гребле. Дочь — Екатерина Викторовна Питиримова (род. 1996) — гребчиха.
Тренировался под руководством отца и Юрия Малышева. В 1991 году стал победителем Спартакиады народов СССР.
Член сборной СССР (1989—1991) и Объединённой команды (1992). Участник Олимпийских игр 1992 года в Барселоне (четвёрка без рулевого). После этого завершил спортивную карьеру.
В дальнейшем стал тренером-преподавателем в спортивной школе олимпийского резерва по академической гребле в Коломне. Занимался подготовкой дочери, которая выступила на Олимпийских играх 2020 года.